# Rafał Taubenschlag
Rafał Taubenschlag (ur. 6 maja 1881 w Przemyślu, zm. 25 czerwca 1958 w Warszawie) – polski historyk prawa, nauczyciel akademicki, specjalista w dziedzinie prawa rzymskiego i papirologii.

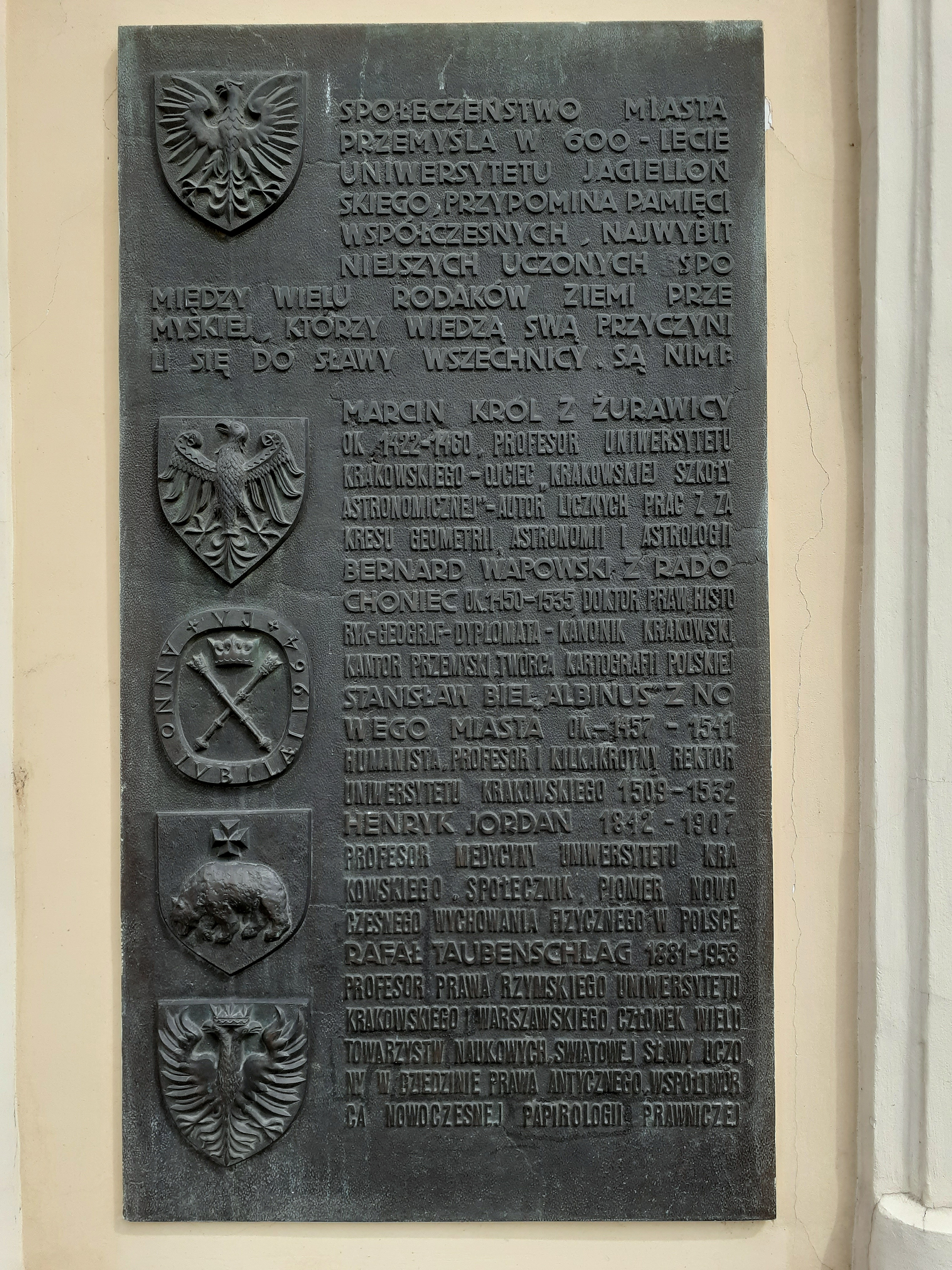
Wzmianka o Rafale Taubenschlagu na tablicy w ratuszu w Przemyślu

## Życiorys
Urodził się w Przemyślu w rodzinie żydowskiej, jako syn rządcy browaru Sanguszków – Bernarda Barucha Taubenschlaga i Cecylii Cyrli z domu Goldhart. Tam w 1899 zdał maturę w C.K. Gimnazjum. Następnie rozpoczął studia na Wydziale Prawa Uniwersytetu Jagiellońskiego, gdzie w 1904 uzyskał stopień doktora, a w 1913 doktora habilitowanego. W 1919 został profesorem nadzwyczajnym UJ, a 2 lata później profesorem zwyczajnym. W 1927 został członkiem korespondentem Polskiej Akademii Umiejętności, a w 1929 dziekanem Wydziału Prawa UJ. 
W czasie II wojny światowej przebywał w Stanach Zjednoczonych, gdzie był współtwórcą Polskiego Instytutu Naukowego w Ameryce. W 1946 założył w Nowym Jorku czasopismo naukowe The Journal of Juristic Papyrology (papirologia prawnicza), które jest wydawane do dziś w Warszawie. W 1947 wrócił do Polski i objął kierownictwo Katedry Prawa Antycznego Uniwersytetu Warszawskiego oraz utworzonej wspólnie z prof. Jerzym Manteuffelem Katedry Papirologii na Wydziale Historycznym UW. W 1952 r. został członkiem tytularnym, a w 1957 członkiem rzeczywistym Polskiej Akademii Nauk. W 1953 otrzymał nagrodę państwową I stopnia.
W 1958 w wyniku postępującej jaskry zaczął gwałtownie tracić wzrok. W tym samym roku zmarł i spoczął w alei zasłużonych cmentarza Rakowickiego w Krakowie (kwatera LXVII-płn. 2-5).
Materiały archiwalne Rafała Taubenschlaga znajdują się w PAN Archiwum w Warszawie pod sygnaturą III-98.

## Uczniowie
Był założycielem i dyrektorem Instytutu Papirologii UW. Rezultaty jego badań zostały uznane przez świat za niezwykle cenne i doniosłe. Założony przez niego Instytut Papirologii Uniwersytetu Warszawskiego jest światowym ośrodkiem badań nad prawem grecko-rzymskiego Egiptu, jego periodykiem od 1946 jest „The Journal of Juristic Papyrology”. Uczniami byli: Henryk Kupiszewski (1927–1994), Cezary Kunderewicz (1912–2000) i Józef Mélèze-Modrzejewski (1930–2017).

## Ordery i odznaczenia
- Order Sztandaru Pracy I klasy (4 kwietnia 1956)[9]
- Krzyż Komandorski z Gwiazdą Orderu Odrodzenia Polski (16 lipca 1954)[10]
- Krzyż Komandorski Orderu Odrodzenia Polski (11 listopada 1937)[11]
- Złoty Krzyż Zasługi (20 września 1951)[12]
- Medal 10-lecia Polski Ludowej (14 stycznia 1955)[13]

## Wybrane publikacje
- La storia della recezione del diritto romano in Polonia fino alla fine del secolo XVI, Bologna 1939.
- The law of Greco-Roman Egypt in the light of the papyri 332 B. C. – 640 A. D, Vol. 2: Political and administrative law, Warsaw: Polish Philological Society 1948 (wyd. 2 Warszawa: Państwowe Wydawnictwo Naukowe 1955).
- Nomos in the Papyri, Warsaw: Warsaw Soc. of Sciences and Letters with the support of the Polish Prime Minister and the Min. of Education 1948.
- The provisional legal protection in the papyri, Warsaw: Warsaw Soc. of Sciences a. Letter Dep. 2 with the support of the Min. of Inst. of Higher Learn. a. Sciences 1951.
- Les publications du stratège dans l'Égypte greco-romain, Warsaw: Warsaw Soc. of Sciences a. Letter Dep. 2 with the support of the Min. of Inst. of Higher Learn. a. Sciences 1951.
- The Roman authorities and the local law in Egypt before and after the C. A., Warsaw : Warsaw Soc. of Sciences a. Letter Dep. 2 with the support of the Min. of Inst. of Higher Learn. a. Sciences 1951.
- Survey of the literature chieftly 1950 till 1951 ; Survey of the papyri chieftly from 1950 till 1951, Warsaw: Warsaw Soc. of Sciences a. Letter Dep. 2 with the support of the Min. of Inst. of Higher Learn. a. Sciences 1951.
- Rzymskie prawo prywatne, Warszawa: Państwowe Wydawnictwo Naukowe, 1955.
- Rzymskie prawo prywatne na tle praw antycznych,  Warszawa: Państwowe Wydawnictwo Naukowe, 1955.
- Opera minora, t.1-2, prefazione V. Arangio-Ruiz, Warszawa: Państwowe Wydawnictwo Naukowe, 1959.